# NGC 821
NGC 821 é uma galáxia elíptica (E6) localizada na direcção da constelação de Aries. Possui uma declinação de +10° 59' 39" e uma ascensão recta de 2 horas, 8 minutos e 21,0 segundos.
A galáxia NGC 821 foi descoberta em 4 de Setembro de 1786 por William Herschel.